# كريستال نيكس هاينز
كريستال نيكس هاينز (من مواليد 23 أغسطس 1963) عملت كممثلة دائمة للولايات المتحدة لدى منظمة الأمم المتحدة للتربية والعلم والثقافة ( اليونسكو ) برتبة سفيرة بين يوليو 2014 ويناير2017.

## الحياة المبكرة والتعليم
وُلدت كريستال نيكس ونشأت في ويلمنجتون، ولاية ديلاوير. كان والدها، ثيوفيلوس ر.نيكس الأب، ثاني محامٍ أمريكي من أصل أفريقي يُقبل في نقابة المحامين بديلاوير، في حين أسست والدتها الدكتورة لولو ماي نيكس، عددًا من منظمات الخدمة الاجتماعية. التحقت كريستال بمدرسة Wilmington Friends School، ودرست فيها إلى جانب أختها وشقيقيها، وكان أحدهما يعمل مستشارًا قانونيًا في شركة DuPont.في عام 1985، تخرجت نيكس هاينز من جامعة برينستون، حيث كانت زميلة دراسة لـميشيل روبنسون أوباما، كما شغلت منصب رئيسة تحرير صحيفة ديلي برينستونيان.
ومنذ عام 2006، عملت لمدة تسع سنوات ضمن مجلس أمناء جامعة برينستون.
وفي عام 1990، حصلت على درجة القانون من كلية الحقوق بجامعة هارفارد، حيث كانت تعمل محررة في مجلة هارفارد للقانون إلى جانب باراك أوباما.

## الحياة مهنية
بعد تخرجها من كلية الحقوق، عملت كاتبة لدى القاضي ويليام أ. نوريس في محكمة الاستئناف بالدائرة التاسعة من عام 1990 إلى عام 1991. ومن عام 1991 إلى عام 1992، عملت كاتبة لدى القاضيين ثورغود مارشال وساندرا داي أوكونور في المحكمة العليا الأمريكية. 
خلال مسيرتها القانونية، شغلت نيكس هاينز مناصب في عدد من كبرى شركات المحاماة، من بينها Quinn Emanuel Urquhart & Sullivan، وFairbank & Vincent، وO'Melveny & Myers LLP. كما عملت كمساعدة للمستشار العام/نائب الرئيس الأول في شركة Capital Cities/ABC.
وفي وزارة الخارجية الأمريكية، تولت عدة مناصب بارزة، منها: مستشارة مساعد الوزير للديمقراطية وحقوق الإنسان والعمل، وعضو في طاقم تخطيط السياسات، بالإضافة إلى عملها كمساعدة خاصة للمستشار القانوني للوزارة. عملت نيكس هاينز أيضًا ككاتبة ومنتجة في عدد من البرامج التلفزيونية الشبكية، من بينها Commander-in-Chief، وAlias، وThe Practice. وقد بدأت مسيرتها المهنية كصحفية في صحيفة نيويورك تايمز؛ حيث أشار رئيس التحرير السابق للصحيفة، ماكس فرانكل، في مذكراته "أوقات حياتي" و*"حياتي في التايمز"*، إلى أن قرار نيكس ترك الصحافة لدراسة القانون كان تخليًا عن "مسيرة واعدة في مجال التقارير الصحفية".

## سفيرة اليونسكو
في 9 يوليو 2013، رشح الرئيس أوباما نيكس هاينز لمنصب الممثل الدائم للولايات المتحدة لدى منظمة الأمم المتحدة للتربية والعلم والثقافة(اليونسكو) برتبة سفير.  وتم تأكيد تعيين نيكس هاينز من قبل مجلس الشيوخ الأمريكي في 12 يونيو 2014، وأدى اليمين الدستورية في 16 يوليو 2014.  وخلال فترة ولايتها، أقامت هي وزوجها ديفيد هاينز في باريس، فرنسا. وفي 20 يناير/كانون الثاني 2017، مع نهاية ولاية أوباما، استقالت من منصبها.

## روابط خارجية
- كريستال نيكس هاينز في قاعدة بيانات الأفلام على الإنترنت
- Crystal Nix-Hines at the U.S. Department of State Office of the Historian

| المناصب الدبلوماسية | المناصب الدبلوماسية | المناصب الدبلوماسية |
| ------------------- | ------------------- | ------------------- |
| سبقه                | '                   | الحالي              |